# Norair Aslanyan
Norair Aslanyan (in armeno Նորայր Ասլանյան?; Karahundj, 25 marzo 1991) è un ex calciatore armeno, di ruolo attaccante.

## Carriera

### Nazionale
Tra il 2013 ed il 2015 ha giocato complessivamente 7 partite nella nazionale armena.

## Palmarès

### Club

#### Competizioni nazionali
- Eerste Divisie: 1

Willem II: 2013-2014